# Lusonectes
Lusonectes là một chi thằn lằn cổ rắn, được Smith mô tả khoa học năm 2011.